# Corpus Christi Ice Rays (1998–2010)
Corpus Christi Ice Rays, marknadsfört som Corpus Christi IceRays, var ett amerikanskt professionellt ishockeylag som spelade i Western Professional Hockey League (WPHL) och Central Hockey League (CHL) mellan 1998 och 2010. I maj 2010 meddelade Ice Rays ägare att man hade köpt det Alpena-baserade juniorishockeylaget Alpena Ice Diggers i North American Hockey League (NAHL) och det skulle flyttas till staden Corpus Christi i Texas. Corpus Christi Ice Rays skulle upplösas i förmån för att låta Ice Diggers få använda lagnamnet i NAHL.
Laget spelade sina hemmamatcher i inomhusarenan American Bank Center, som hade en publikkapacitet på omkring 7 400 åskådare. Icerays vann inte någon Ray Miron President's Cup, som delades ut till det lag som vann CHL:s slutspel mellan 2001 och nedläggningen av ligan 2014.
Spelare som spelade för dem var bland andra Ryan Garbutt.